# Ghi
Pour les articles homonymes, voir Ghi (homonymie).

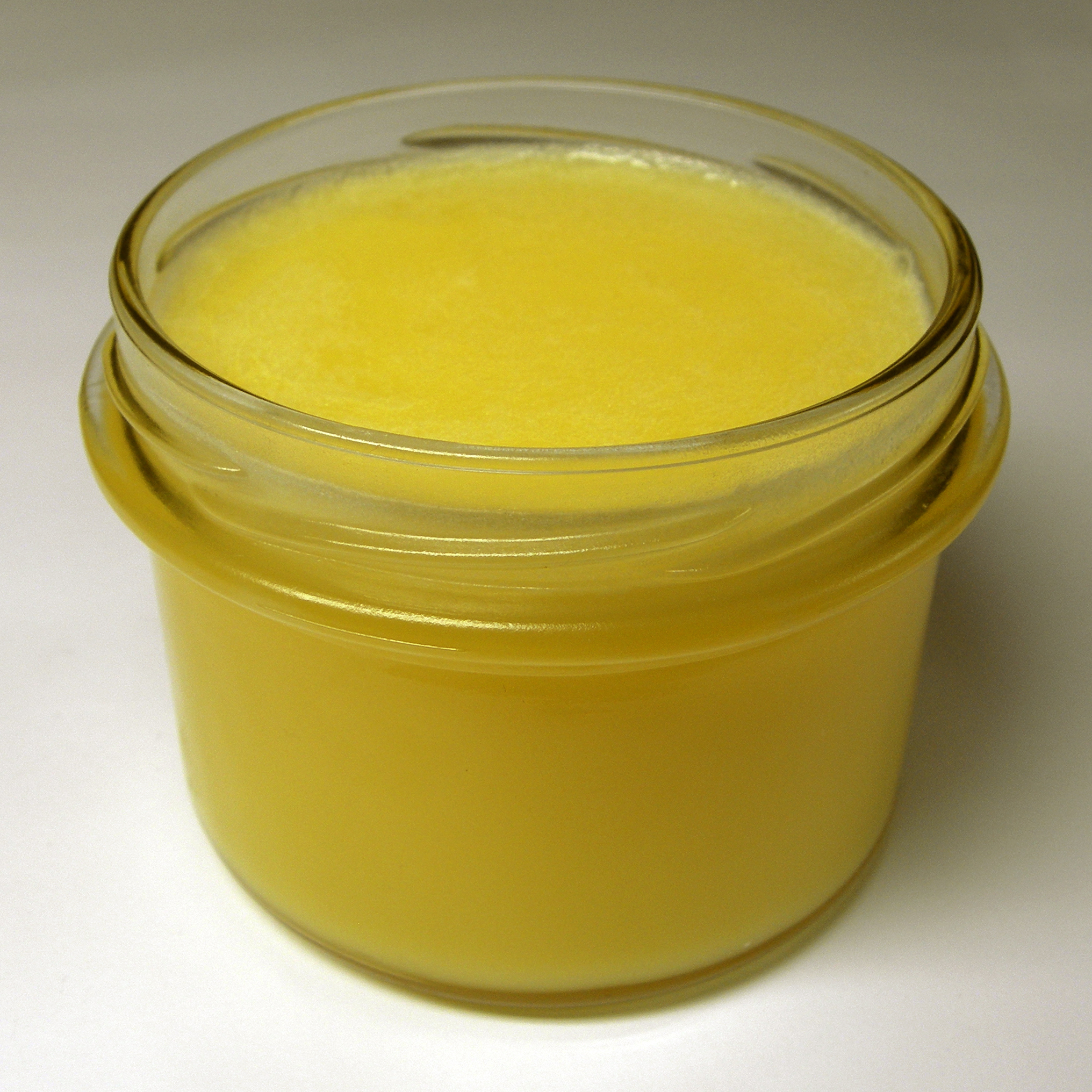
Un pot de ghi.

Le ghi ou ghee (hindoustani : घी ou گھی ; bengali : ঘী ; népalais : घिउ (ghiu) ; tamoul : நெய் (ney) ; télougou : నెయ్యి (neyyi) ; marathe : तूप (tūp) ; canarais : ತುಪ್ಪ (tuppa)) est un beurre clarifié, originaire du sous-continent indien, que l'on retrouve également dans les cuisines arabes, notamment la cuisine levantine, égyptienne ou encore maghrébine.

## Préparation

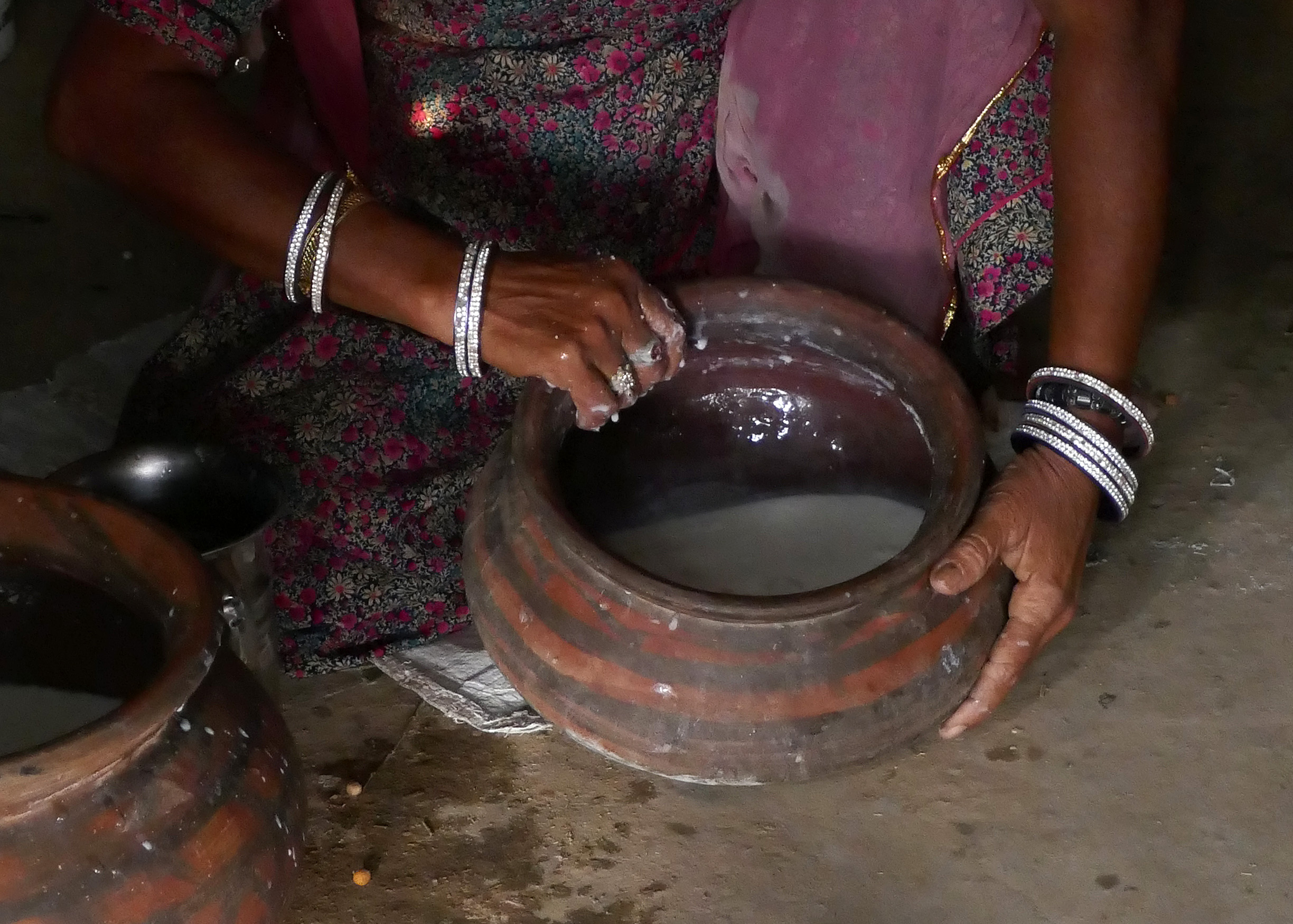
Préparation dans le désert du Thar (Rajasthan).

Le ghi est préparé en faisant mijoter dans une casserole à fond épais du beurre non salé que l'on aura préalablement fait fondre à feu doux. Après quelques minutes d'ébullition lente, les substances grasses solides se séparent du gras liquide sous forme d'une mousse jaunâtre accompagnée de particules blanchâtres composées de caséine, de petit lait et d'impuretés du beurre qu'il faut ôter peu à peu au moyen d'une petite passoire ou d'une simple cuillère. Lorsque toutes ces impuretés ont été enlevées et que l'on a filtré ce qui reste du beurre fondu, on obtient un liquide d'une belle couleur dorée : le ghi. En refroidissant, ce liquide devient semi-solide,.
À la différence du beurre, le ghi peut être conservé durant de longues périodes sans réfrigération, s'il est stocké dans un conteneur étanche[réf. nécessaire]. Sa texture, sa couleur et son goût dépendent de la provenance du lait et de la durée de l'ébullition. En Inde, le ghi est généralement obtenu à partir du lait de vache mais peut également provenir du lait de chèvre ou de bufflonne d'eau.

## Utilisation dans le domaine religieux

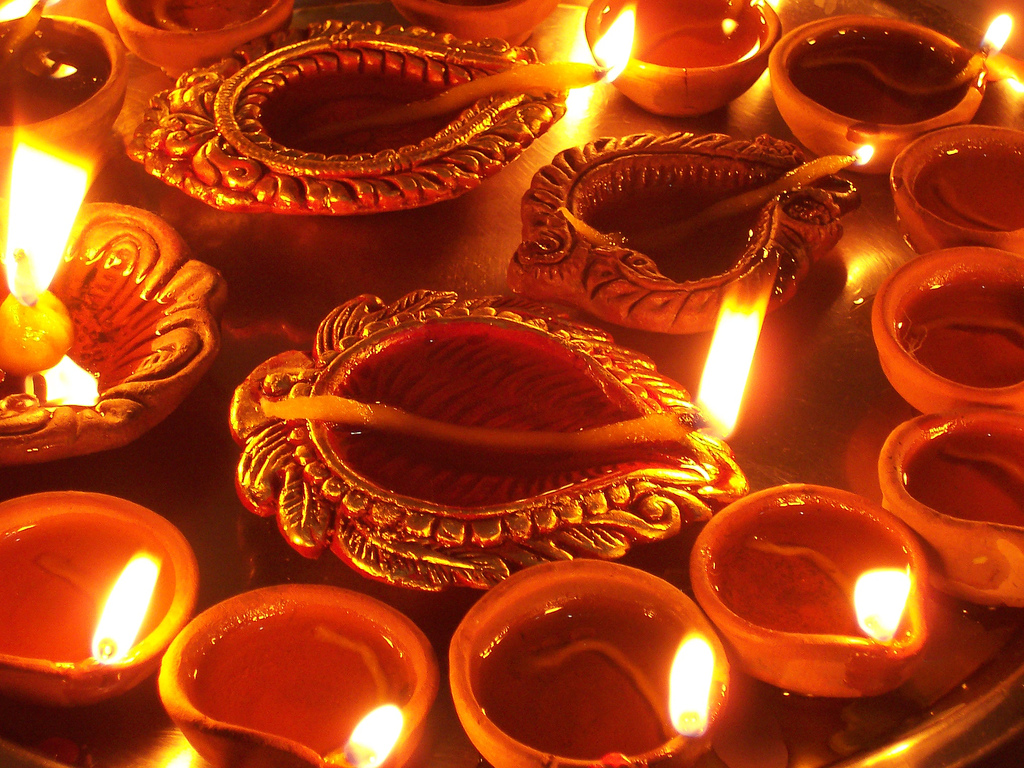
Des lampes dipa qui ont donné leur nom à Dipavali, la Fête des lumières.

Le ghi joue un rôle sacré dans les libations et les onctions offertes aux divinités de l'hindouisme au cours desquelles des hymnes lui sont même dédiés et où il est brulé dans le cadre de rituels tels que l'Âratî.
Il est également utilisé dans les mariages, les inhumations et des fêtes religieuses, telles que Dipavali, au cours de laquelle on le brûle dans de petites lampes décoratives du nom de dipa.
Mélangé à quatre autres substances (du sucre, du lait, du yaourt et du miel), il est appelé panchamrita et est également utilisé dans de nombreuses cérémonies, notamment celle de la Mahashivaratri, la Grande Nuit de Shiva, et certaines yagyas où il est considéré comme de la nourriture pour les deva, les divinités.

## Utilisation dans l'alimentation

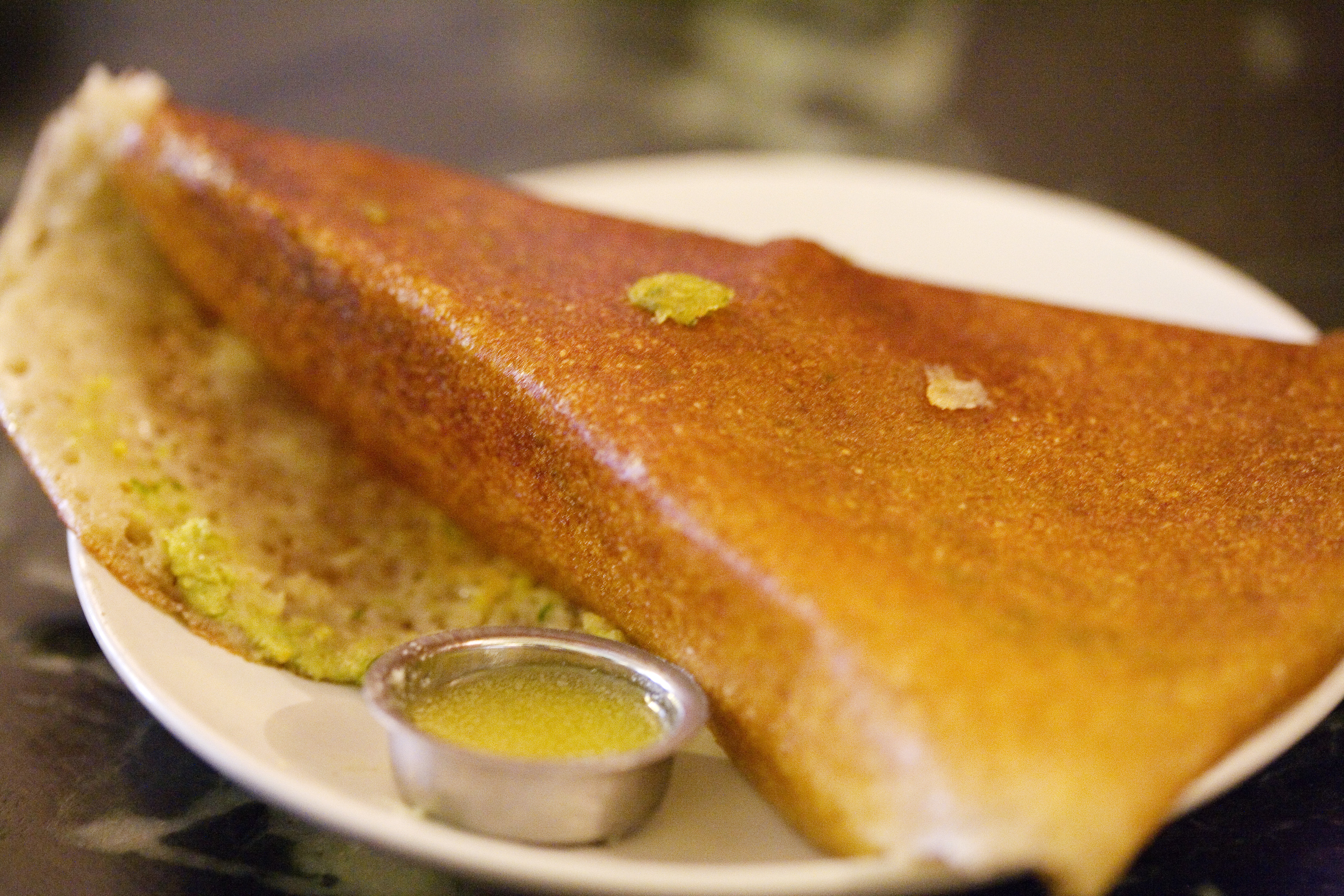
Un dosa servi avec du ghi.

Le ghi est très largement utilisé dans la cuisine indienne : dans le sadya (un plat dont les éléments sont présentés sur une feuille de bananier), le parippu (un curry de lentilles), le kadhi (un plat épicé à base de pois chiches)… Dans plusieurs régions de l'Inde, en particulier au Bengale et en Odisha, le riz est toujours servi avec du ghi dans le biryani. De même, au Pendjab, les restaurants utilisent de grandes quantités de ghi, notamment dans leur masala. Le naan et le roti en sont recouverts au pinceau durant leur préparation ou lors du service.
Le ghi est enfin utilisé dans les pâtisseries indiennes, notamment dans le mysore pak et différentes variétés de halva et de laddu.

## Nutrition et santé
Dans une étude menée sur des rongeurs, il a été démontré que le ghi réduit la production de cholestérol alors que comme tous les beurres clarifiés, il est en grande partie composé d'acides gras saturés. Aux États-Unis, la valeur nutritionnelle mentionnée sur les bouteilles de ghi fabriqué à partir de lait de vache indique une concentration de 8 mg de cholestérol pour une cuillère à café, alors que le beurre en contient 30[réf. nécessaire].
Ces éléments sont néanmoins à considérer avec prudence : le ghi, bien que contenant moins de cholestérol et de graisses saturées que le beurre, reste néanmoins un aliment essentiellement composé de matières grasses dont la consommation est connue pour augmenter le risque de maladie coronarienne car il est très riche en cholestérol oxydé : 259 μg/g, ou 12.3 % du cholestérol total.
Une étude comparant différents types de ghi et l'huile d'olive a montré que le ghi augmentait significativement la concentration de cholestérol. D'autres études montrent qu'une consommation modérée en combinaison avec d'autres graisses est plus profitable que l'usage unique de graisses végétales au lieu du ghi,.
Le ghi est l'un des types de gras saturés les plus répandus dans le monde avec environ 60 % de graisses saturées notamment dans de nombreux aliments traditionnels asiatiques. Le collège des sciences agricoles et marines de la Sultan Qaboos University recommande de remplacer le ghi par des huiles saines par exemple par l'huile d'olive.
L'utilisation traditionnelle de ghi comme goutte nasale dans certains pays pourrait être responsable de cas de pneumonie lipidique (en).
Le ghi contient un pourcentage élevé d'acides gras saturés, y compris des acides gras à chaîne courte. Les quantités d'acide gras trans dans les échantillons de ghi sont plus élevées que dans les échantillons d'huile d'olive.
Les oxydes de cholestérol contenus dans le ghi pourrait expliquer la fréquence élevée des complications athérosclérotiques dans les communautés indiennes immigrées.
D'après une étude de 2018, le ghi peut être utilisé en toute sécurité pour la cuisson ou friture sans grande altération de sa composition moléculaire naturelle à des températures de l'ordre de 140 à 180 °C.
Une fois le beurre réduit en ghi, la dégradation de la matière grasse laitière, en particulier l'oxydation, se produit entraînant une augmentation des aldéhydes et des acides gras libres.
Il n'y a pas beaucoup de preuves tangibles que le ghi est meilleur pour la santé que les autres formes de beurre. Selon le Dr Rosalind Coleman, professeur de nutrition à l'école de santé publique mondiale Gillings de l'université de Caroline du Nord, « Les affirmations selon lesquelles le ghi possède des propriétés particulières en matière de santé ne sont pas fondées ».
Le ghi, qui ne contient pas de solides du lait (par exemple caséine), pourrait être plus facile à digérer pour les adultes intolérants au lactose. Le ghi et les autres beurres clarifiés ont un point de fumée plus élevé que le beurre ordinaire, ce qui peut les rendre plus sains. Les types de graisses sont les mêmes dans le beurre et le ghi.

## Faux ghi à base d'huile végétale

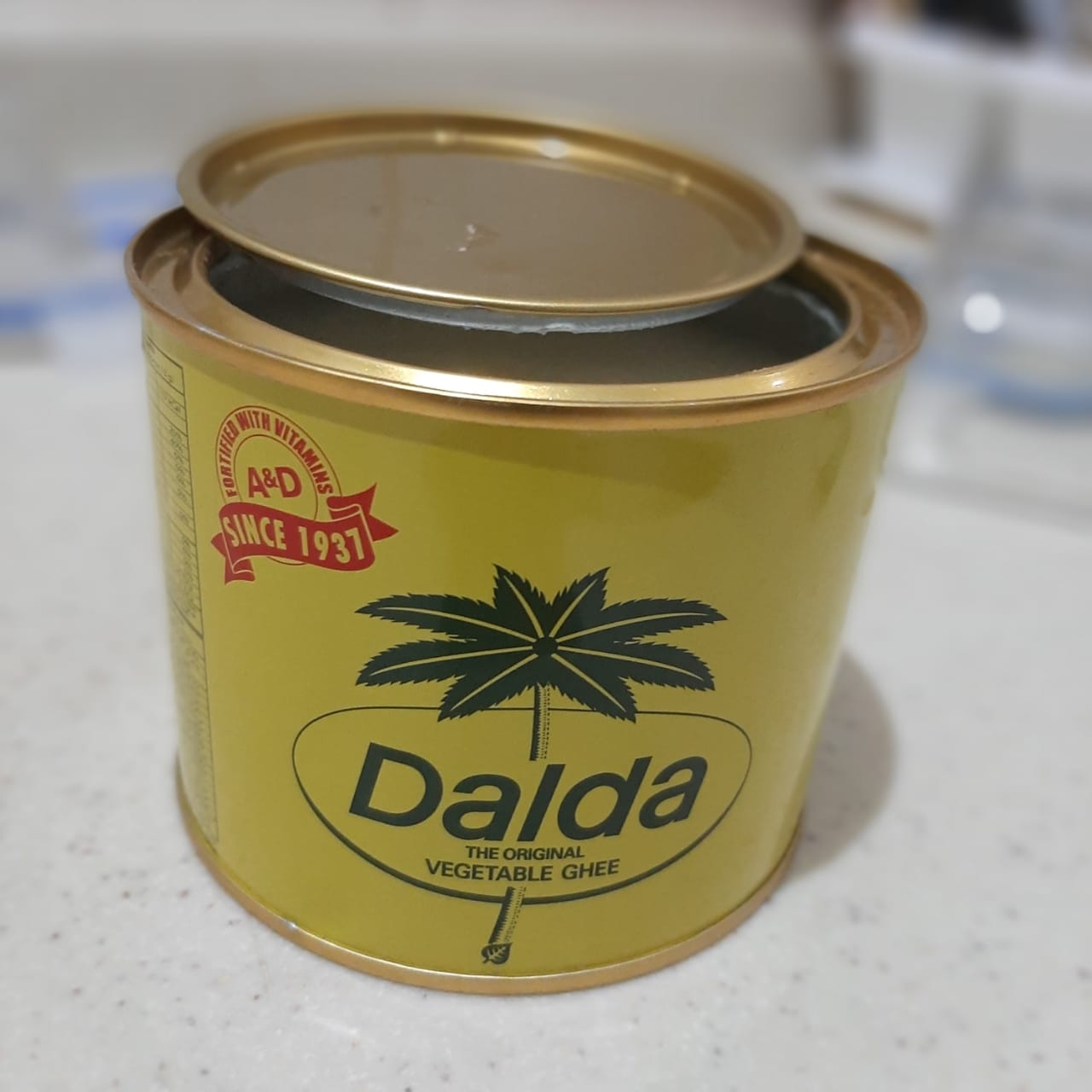
Beurre clarifié végétal couramment consommé en Inde.

Des restaurants indiens et de nombreux ménages utilisent pour des raisons économiques de l'huile végétale hydrogénée — donc solide — également connue sous les noms de vanaspati (en), dalda ou « beurre clarifié végétal » en lieu et place de beurre clarifié. Ce « ghi végétal », habituellement composé d'huile de palme et qui a la même apparence que le vrai ghi, est en réalité une graisse saturée partiellement hydrogénée, un acide gras trans nuisible pour la santé. Source de radicaux libres, il n'est pas recommandé de le chauffer à haute température, au contraire du vrai ghi qui a un point de fumée beaucoup plus élevé et permet donc les cuissons intenses (250 °C contre 182 °C).
En Inde, l'appellation shuddh ghee (« beurre clarifié pur ») n'étant pas officiellement reconnue dans de nombreuses régions, des huiles partiellement hydrogénées sont cependant commercialisées sous ce nom et les autorités sont amenées à sévir contre la vente de ce faux beurre clarifié. Pour le distinguer du « beurre clarifié végétal », le véritable ghee est parfois appelé desi ghee (« beurre clarifié de pays ») ou asli ghee (« beurre clarifié véritable »). Le ghee véritable bénéficie également du label de qualité indien AGMARK, assurant au consommateur la traçabilité et l'authenticité du produit.

## En dehors de l'Inde
En dehors de l'Inde, plusieurs peuples produisent du beurre clarifié. En France, il est utilisé traditionnellement en Normandie pour conserver le beurre et connu sous le nom de beurre clarifié ou beurre fondu. On l'utilise également pour la réalisation de sauce comme la béarnaise.Les Égyptiens connaissent un produit appelé سمنة بلدي (samna baladi, signifiant littéralement « beurre clarifié du pays », c'est-à-dire le beurre clarifié égyptien), pratiquement identique au ghi en termes de processus de fabrication et de produit final. En Éthiopie, le niter kibbeh (amharique : ንጥር ቅቤ) est produit et utilisé en grande partie de la même façon que le ghi, mais en ajoutant des épices pendant la fabrication, ce qui lui donne un goût distinctif. En Afrique du Nord, les Berbères poussent la fabrication une étape plus loin, vieillissant le beurre clarifié épicé dans la terre pendant des mois ou même des années, aboutissant à un produit appelé smen. Les Peuls confectionnent le nebam sirme (appelé en Guinée nebam na'i, « huile issue du lait de la vache »), utilisé dans le Sahel sur les plats de riz. Au nord-est du Brésil, on trouve un beurre non réfrigéré très semblable au beurre clarifié, appelé manteiga de garrafa (« beurre de bouteille »), manteiga da terra (« beurre de terre cuite ») ou encore manteiga do gado (« beurre de troupeau »).